# Lijst van senatoren uit Illinois

Zegel van de staat Illinois

Dit is een lijst van de senatoren voor de Amerikaanse staat Illinois. De senatoren voor Illinois zijn ingedeeld als Klasse I en Klasse III. De twee huidige senatoren voor Illinois zijn: Dick Durbin senator sinds 1997 de (senior senator) en Tammy Duckworth senator sinds 2017 de (junior senator), beiden lid van de Democratische Partij.
Prominenten die hebben gediend als senator voor Illinois zijn onder anderen: Stephen Douglas (genomineerd presidentskandidaat), Orville Browning (later minister van Binnenlandse Zaken), John Logan (genomineerd vicepresidentskandidaat), David Davis (eerder rechter voor het Hooggerechtshof), Paul Simon (prominent politicus), Dick Durbin (prominent politicus), James Shields (ook senator names twee andere staten), Richard Oglesby (prominent generaal), Everett Dirksen (Republikeins partijleider in de senaat van 1959 tot 1969), Carol Moseley Braun (eerst gekozen Afro-Amerikaanse vrouw en later ambassadeur), Barack Obama (later president) en Tammy Duckworth (eerst gekozen mindervalide).

## Klasse I
| Nr.    | Senator voor Illinois Senator from Illinois | Senator voor Illinois Senator from Illinois | Senator voor Illinois Senator from Illinois | Ambtstermijn     | Ambtstermijn     | Partij(en)   | Verkiezing(en) |
| ------ | ------------------------------------------- | ------------------------------------------- | ------------------------------------------- | ---------------- | ---------------- | ------------ | -------------- |
| 1      |                                             | Jesse Thomas                                | Jesse Thomas (1777–1853)                    | 1 december 1818  | 4 maart 1829     | DR (1818–28) | 1818           |
| 1      | 1823                                        | Jesse Thomas                                | Jesse Thomas (1777–1853)                    | 1 december 1818  | 4 maart 1829     | DR (1818–28) |                |
| 1      | NR (1828–29)                                | Jesse Thomas                                | Jesse Thomas (1777–1853)                    | 1 december 1818  | 4 maart 1829     |              |                |
| 2      |                                             | John McLean                                 | John McLean (1791–1830)                     | 4 maart 1829     | 14 oktober 1830  | D            | 1829           |
| Vacant |                                             |                                             |                                             |                  |                  |              | 1829           |
| 3      |                                             | David Baker                                 | David Baker (1792–1869)                     | 11 november 1830 | 11 december 1830 | D            | 1829           |
| 4      |                                             | John Robinson                               | John Robinson (1794–1843)                   | 11 december 1830 | 4 maart 1841     | D            | 1830           |
| 4      | 1835                                        | John Robinson                               | John Robinson (1794–1843)                   | 11 december 1830 | 4 maart 1841     | D            |                |
| 5      |                                             | Samuel McRoberts                            | Samuel McRoberts (1799–1843)                | 4 maart 1841     | 27 maart 1843    | D            | 1841           |
| Vacant |                                             |                                             |                                             |                  |                  |              | 1841           |
| 6      |                                             | James Semple                                | James Semple (1798–1866)                    | 16 augustus 1843 | 4 maart 1847     | D            | 1841           |
| 6      | 1844                                        | James Semple                                | James Semple (1798–1866)                    | 16 augustus 1843 | 4 maart 1847     | D            |                |
| 7      |                                             | Stephen Douglas                             | Stephen Douglas (1813–1861)                 | 4 maart 1847     | 3 juni 1861      | D            | 1846           |
| 7      | 1852                                        | Stephen Douglas                             | Stephen Douglas (1813–1861)                 | 4 maart 1847     | 3 juni 1861      | D            |                |
| 7      | 1859                                        | Stephen Douglas                             | Stephen Douglas (1813–1861)                 | 4 maart 1847     | 3 juni 1861      | D            |                |
| Vacant |                                             |                                             |                                             |                  |                  |              |                |
| 8      |                                             | Orville Browning                            | Orville Browning (1806–1881)                | 3 juni 1861      | 12 januari 1863  | R            |                |
| 9      |                                             | William Alexander Richardson                | William Alexander Richardson (1811–1875)    | 12 januari 1863  | 4 maart 1865     | D            | 1863           |
| 10     |                                             | Richard Yates                               | Richard Yates (1815–1873)                   | 4 maart 1865     | 4 maart 1871     | R            | 1865           |
| 11     |                                             | John Logan                                  | John Logan (1826–1886)                      | 4 maart 1871     | 4 maart 1877     | R            | 1871           |
| 12     |                                             | David Davis                                 | David Davis (1815–1886)                     | 4 maart 1877     | 4 maart 1883     | O            | 1876           |
| 13     |                                             | Shelby Cullom                               | Shelby Cullom (1829–1914)                   | 4 maart 1883     | 4 maart 1913     | R            | 1882           |
| 13     | 1888                                        | Shelby Cullom                               | Shelby Cullom (1829–1914)                   | 4 maart 1883     | 4 maart 1913     | R            |                |
| 13     | 1894                                        | Shelby Cullom                               | Shelby Cullom (1829–1914)                   | 4 maart 1883     | 4 maart 1913     | R            |                |
| 13     | 1901                                        | Shelby Cullom                               | Shelby Cullom (1829–1914)                   | 4 maart 1883     | 4 maart 1913     | R            |                |
| 13     | 1907                                        | Shelby Cullom                               | Shelby Cullom (1829–1914)                   | 4 maart 1883     | 4 maart 1913     | R            |                |
| Vacant |                                             |                                             |                                             |                  |                  |              |                |
| 14     |                                             | Hamilton Lewis                              | Hamilton Lewis (1863–1939)                  | 26 maart 1913    | 4 maart 1919     | D            | 1913           |
| 15     |                                             | Joseph McCormick                            | Joseph McCormick (1877–1925)                | 4 maart 1919     | 25 februari 1925 | R            | 1918           |
| 16     |                                             | Charles Deneen                              | Charles Deneen (1863–1940)                  | 25 februari 1925 | 4 maart 1931     | D            | 1918           |
| 16     | 1924                                        | Charles Deneen                              | Charles Deneen (1863–1940)                  | 25 februari 1925 | 4 maart 1931     | D            |                |
| 17     |                                             | Hamilton Lewis                              | Hamilton Lewis (1863–1939)                  | 4 maart 1931     | 9 april 1939     | D            | 1930           |
| 17     | 1936                                        | Hamilton Lewis                              | Hamilton Lewis (1863–1939)                  | 4 maart 1931     | 9 april 1939     | D            |                |
| Vacant |                                             |                                             |                                             |                  |                  |              |                |
| 18     |                                             | James Slattery                              | James Slattery (1848–1948)                  | 15 april 1939    | 22 november 1940 | D            |                |
| 19     |                                             | Charles Brooks                              | Charles Brooks (1897–1957)                  | 22 november 1940 | 3 januari 1949   | R            | 1940           |
| 19     | 1942                                        | Charles Brooks                              | Charles Brooks (1897–1957)                  | 22 november 1940 | 3 januari 1949   | R            |                |
| 20     |                                             | Paul Douglas                                | Paul Douglas (1892–1976)                    | 3 januari 1949   | 3 januari 1967   | D            | 1948           |
| 20     | 1954                                        | Paul Douglas                                | Paul Douglas (1892–1976)                    | 3 januari 1949   | 3 januari 1967   | D            |                |
| 20     | 1960                                        | Paul Douglas                                | Paul Douglas (1892–1976)                    | 3 januari 1949   | 3 januari 1967   | D            |                |
| 21     |                                             | Charles Percy                               | Charles Percy (1919–2011)                   | 3 januari 1967   | 3 januari 1985   | R            | 1966           |
| 21     | 1972                                        | Charles Percy                               | Charles Percy (1919–2011)                   | 3 januari 1967   | 3 januari 1985   | R            |                |
| 21     | 1978                                        | Charles Percy                               | Charles Percy (1919–2011)                   | 3 januari 1967   | 3 januari 1985   | R            |                |
| 22     |                                             | Paul Simon                                  | Paul Simon (1928–2003)                      | 3 januari 1985   | 3 januari 1997   | D            | 1984           |
| 22     | 1990                                        | Paul Simon                                  | Paul Simon (1928–2003)                      | 3 januari 1985   | 3 januari 1997   | D            |                |
| 23     |                                             | Dick Durbin                                 | Dick Durbin (1944)                          | 3 januari 1997   | heden            | D            | 1996           |
| 23     | 2002                                        | Dick Durbin                                 | Dick Durbin (1944)                          | 3 januari 1997   | heden            | D            |                |
| 23     | 2008                                        | Dick Durbin                                 | Dick Durbin (1944)                          | 3 januari 1997   | heden            | D            |                |
| 23     | 2014                                        | Dick Durbin                                 | Dick Durbin (1944)                          | 3 januari 1997   | heden            | D            |                |
| 23     | 2020                                        | Dick Durbin                                 | Dick Durbin (1944)                          | 3 januari 1997   | heden            | D            |                |

## Klasse III
| Nr.    | Senator voor Illinois Senator from Illinois | Senator voor Illinois Senator from Illinois | Senator voor Illinois Senator from Illinois | Ambtstermijn     | Ambtstermijn     | Partij(en)   | Verkiezing(en) |
| ------ | ------------------------------------------- | ------------------------------------------- | ------------------------------------------- | ---------------- | ---------------- | ------------ | -------------- |
| 1      |                                             | Ninian Edwards                              | Ninian Edwards (1775–1833)                  | 1 december 1818  | 4 maart 1824     | DR           | 1818           |
| 1      | 1818                                        | Ninian Edwards                              | Ninian Edwards (1775–1833)                  | 1 december 1818  | 4 maart 1824     | DR           |                |
| Vacant |                                             |                                             |                                             |                  |                  |              |                |
| 2      |                                             | John McLean                                 | John McLean (1791–1830)                     | 24 november 1824 | 4 maart 1825     | DR           | 1824           |
| 3      |                                             | Elias Kane                                  | Elias Kane (1794–1835)                      | 4 maart 1825     | 12 december 1835 | DR (1825–28) | 1818           |
| 3      | D (1828–35)                                 | Elias Kane                                  | Elias Kane (1794–1835)                      | 4 maart 1825     | 12 december 1835 |              | 1818           |
| 3      | 1831                                        | Elias Kane                                  | Elias Kane (1794–1835)                      | 4 maart 1825     | 12 december 1835 |              |                |
| Vacant |                                             |                                             |                                             |                  |                  |              |                |
| 4      |                                             | William Ewing                               | William Ewing (1895–1846)                   | 30 december 1835 | 4 maart 1837     | D            |                |
| 5      |                                             | Richard Young                               | Richard Young (1898–1861)                   | 4 maart 1837     | 4 maart 1843     | D            | 1837           |
| 6      |                                             | Sidney Breese                               | Sidney Breese (1800–1878)                   | 4 maart 1843     | 4 maart 1849     | D            | 1843           |
| 7      |                                             | James Shields                               | James Shields (1804–1879)                   | 4 maart 1849     | 15 maart 1849    | D            | 1849 (1)       |
| Vacant |                                             |                                             |                                             |                  |                  |              | 1849 (1)       |
| (7)    |                                             | James Shields                               | James Shields (1804–1879)                   | 29 oktober 1849  | 4 maart 1855     | D            | 1849 (2)       |
| 8      |                                             | Lyman Trumbull                              | Lyman Trumbull (1813–1896)                  | 4 maart 1855     | 4 maart 1873     | D (1855–56)  | 1854           |
| 8      | R (1856–73)                                 | Lyman Trumbull                              | Lyman Trumbull (1813–1896)                  | 4 maart 1855     | 4 maart 1873     |              | 1854           |
| 8      | 1861                                        | Lyman Trumbull                              | Lyman Trumbull (1813–1896)                  | 4 maart 1855     | 4 maart 1873     |              |                |
| 8      | 1867                                        | Lyman Trumbull                              | Lyman Trumbull (1813–1896)                  | 4 maart 1855     | 4 maart 1873     |              |                |
| 9      |                                             | Richard Oglesby                             | Richard Oglesby (1824–1899)                 | 4 maart 1873     | 4 maart 1879     | R            | 1872           |
| 10     |                                             | John Logan                                  | John Logan (1826–1886)                      | 4 maart 1879     | 4 maart 1885     | R            | 1879           |
| Vacant |                                             |                                             |                                             |                  |                  |              |                |
| (10)   |                                             | John Logan                                  | John Logan (1826–1886)                      | 20 mei 1885      | 26 december 1886 | R            | 1885           |
| Vacant |                                             |                                             |                                             |                  |                  |              | 1885           |
| 11     |                                             | Charles Farwell                             | Charles Farwell (1823–1903)                 | 20 januari 1887  | 4 maart 1891     | R            | 1887           |
| 12     |                                             | John Palmer                                 | John Palmer (1817–1900)                     | 4 maart 1891     | 4 maart 1897     | D            | 1890           |
| 13     |                                             | William Mason                               | William Mason (1850–1921)                   | 4 maart 1897     | 4 maart 1903     | R            | 1897           |
| 14     |                                             | Albert Hopkins                              | Albert Hopkins (1842–1922)                  | 4 maart 1903     | 4 maart 1909     | R            | 1903           |
| Vacant |                                             |                                             |                                             |                  |                  |              |                |
| 15     |                                             | William Lorimer                             | William Lorimer (1861–1934)                 | 19 juni 1909     | 12 juli 1912     | R            | 1909           |
| Vacant |                                             |                                             |                                             |                  |                  |              | 1909           |
| 16     |                                             | Lawrence Sherman                            | Lawrence Sherman (1858–1939)                | 26 maart 1913    | 4 maart 1921     | R            | 1913           |
| 16     | 1914                                        | Lawrence Sherman                            | Lawrence Sherman (1858–1939)                | 26 maart 1913    | 4 maart 1921     | R            |                |
| 17     |                                             | William Brown McKinley                      | William Brown McKinley (1856–1926)          | 4 maart 1921     | 7 december 1926  | R            | 1932           |
| 18     |                                             | Frank Smith                                 | Frank Smith (1867–1950)                     | 7 december 1926  | 8 december 1926  | R            | 1932           |
| Vacant |                                             |                                             |                                             |                  |                  |              | 1932           |
| Vacant |                                             |                                             |                                             |                  |                  |              |                |
| 19     |                                             | Otis Glenn                                  | Otis Glenn (1879–1959)                      | 2 december 1928  | 4 maart 1933     | R            | 1928           |
| 20     |                                             | William Dieterich                           | William Dieterich (1876–1940)               | 4 maart 1933     | 3 januari 1939   | D            | 1932           |
| 21     |                                             | Scott Lucas                                 | Scott Lucas (1892–1968)                     | 3 januari 1939   | 3 januari 1951   | D            | 1938           |
| 21     | 1944                                        | Scott Lucas                                 | Scott Lucas (1892–1968)                     | 3 januari 1939   | 3 januari 1951   | D            |                |
| 22     |                                             | Everett Dirksen                             | Everett Dirksen (1896–1969)                 | 3 januari 1951   | 7 september 1969 | R            | 1950           |
| 22     | 1956                                        | Everett Dirksen                             | Everett Dirksen (1896–1969)                 | 3 januari 1951   | 7 september 1969 | R            |                |
| 22     | 1962                                        | Everett Dirksen                             | Everett Dirksen (1896–1969)                 | 3 januari 1951   | 7 september 1969 | R            |                |
| 22     | 1968                                        | Everett Dirksen                             | Everett Dirksen (1896–1969)                 | 3 januari 1951   | 7 september 1969 | R            |                |
| Vacant |                                             |                                             |                                             |                  |                  |              |                |
| 23     |                                             | Ralph Tyler Smith                           | Ralph Smith (1915–1972)                     | 7 september 1969 | 3 november 1970  | R            |                |
| Vacant |                                             |                                             |                                             |                  |                  |              |                |
| 24     |                                             | Adlai Stevenson III                         | Adlai Stevenson III (1930–2021)             | 17 november 1970 | 3 januari 1981   | D            | 1970           |
| 24     | 1974                                        | Adlai Stevenson III                         | Adlai Stevenson III (1930–2021)             | 17 november 1970 | 3 januari 1981   | D            |                |
| 25     |                                             | Alan Dixon                                  | Alan Dixon (1927–2014)                      | 3 januari 1981   | 3 januari 1993   | D            | 1980           |
| 25     | 1986                                        | Alan Dixon                                  | Alan Dixon (1927–2014)                      | 3 januari 1981   | 3 januari 1993   | D            |                |
| 26     |                                             | Carol Moseley Braun                         | Carol Moseley Braun (1947)                  | 3 januari 1993   | 3 januari 1999   | D            | 1992           |
| 27     |                                             | Peter Fitzgerald                            | Peter Fitzgerald (1960)                     | 3 januari 1999   | 3 januari 2005   | R            | 1998           |
| 28     |                                             | Barack Obama                                | Barack Obama (1961)                         | 3 januari 2005   | 16 november 2008 | D            | 2004           |
| Vacant |                                             |                                             |                                             |                  |                  |              | 2004           |
| 29     |                                             | Roland Burris                               | Roland Burris (1937)                        | 12 januari 2009  | 29 november 2010 | D            | 2004           |
| 30     |                                             | Mark Kirk                                   | Mark Kirk (1959)                            | 29 november 2010 | 3 januari 2017   | R            | 2010 (1)       |
| 30     | 2010 (2)                                    | Mark Kirk                                   | Mark Kirk (1959)                            | 29 november 2010 | 3 januari 2017   | R            |                |
| 31     |                                             | Tammy Duckworth                             | Tammy Duckworth (1968)                      | 3 januari 2017   | heden            | D            | 2016           |
| 31     | 2022                                        | Tammy Duckworth                             | Tammy Duckworth (1968)                      | 3 januari 2017   | heden            | D            |                |